# Frieda Freise
Frieda Freise, geborene Kalmanowitsch (geboren 7. November 1886 in Dissna (Gouvernement Wilna, Russisches Kaiserreich); gestorben 28. November 1938 in Rosenheim), war eine deutsche Kinderärztin und Stadtschulärztin von Chemnitz. Sie förderte maßgeblich die Gründung der Chemnitzer Mütterschule. Freise wurde in der Zeit des Nationalsozialismus als Jüdin verfolgt und verlor Ämter und Stellung.

## Leben und Wirken
Frieda Freises Vater war ein baltisch-jüdischer Rechtsanwalt und Abgeordneter der I. russischen Duma.
Sie studierte Medizin in Bern und Straßburg von 1906 bis 1911 und schloss das Studium mit einer Promotion mit dem Titel Einfluss der Schwangerschaft und der Geburt auf die Tuberkulose in Straßburg ab. 1911–1913 war sie am Bürgerhospital und an der Hebammenschule Straßburg tätig. Im Mai 1912 legte sie das ärztliche Staatsexamen nach russischem Standard in Sankt Petersburg ab. 1913–14 war sie Volontärärztin am Chirurgisch-Poliklinischen Institut der Universität Leipzig. 1915 bis 1916 ging sie als Assistenzärztin an die Universitäts-Kinderklinik in Göttingen.
Im Jahr 1916 heiratete sie den Oberarzt der Leipziger Universitäts-Kinderklinik Dr. Eduard Freise in einer Kriegstrauung, der schon im März 1921 verstarb. Von 1916 bis 1919 trat sie in den Kriegsdienst in der Säuglings- und Kinderfürsorge in der Marinefestung Wilhelmshaven ein. Im Jahr 1921 erhielt sie in Deutschland nach Anerkennung ihrer russischen Approbation ihre ärztliche Approbation und konnte sich in Leipzig als Ärztin niederlassen. Sie war daher von 1921 bis 1922 als Assistenzärztin erneut an der Universitäts-Kinderklinik Leipzig tätig. Dort war sie auf der Säuglingsstation beschäftigt und hielt die poliklinische Sprechstunde. Daneben leitete sie die angeschlossene Mütterberatungsstelle.
Im Oktober 1922 wurde sie in das Amt der Bezirkswohlfahrtsärztin beim Bezirksverband der Amtshauptmannschaft Stollberg berufen und war im Erzgebirge bis 1925 als Stadt-, Schul- und Bezirks-Wohlfahrtsärztin tätig. In ihren Zuständigkeitsbereich fiel auf dieser Position die Betreuung der Schüler an 14 Lehranstalten sowie der Dienst an der städtischen Mütterberatungsstelle. 1924 konvertierte sie, trat der Evangelisch-reformierten Kirche bei und ließ sie sich in Stollberg taufen. 1925 wurde sie Stadtschulärztin in Chemnitz. Freise engagierte sich insbesondere im Bereich der Schulhygiene und der Wohlfahrtspflege und förderte maßgeblich die 1927 gegründete Chemnitzer Mütterschule in der Dresdner Str. 7. Dort hielt sie bis zu ihrer Entlassung Kurse für Mütter. Sie engagierte sich darüber hinaus in der freien Jugendpflege, etwa beim CVJM.
Die NS-Behörden versetzten sie am 31. Juli 1933 aufgrund ihrer jüdischen Herkunft in den Ruhestand. In dieser Zeit praktizierte sie zunächst noch weiter als Mitarbeiterin einer Allgemeinpraxis in der Zschopauer Str. 173, sah sich jedoch zunehmend Repressalien ausgesetzt. So wurde sie als „jüdische Gewerbetreibende“ geführt.
1937 wurde sie Mittelpunkt einer Verleumdungskampagne durch die Nationalsozialisten und entschied sich, nach dem Verlust ihrer Approbation, im Juli 1938 nach Prutting bei Rosenheim in Oberbayern umzuziehen. Im November 1938 wurde sie aufgrund eines Hirnschlags in das Städtische Krankenhaus in Rosenheim eingeliefert, wo sie von den Novemberpogromen erfuhr. Sie wurde auf dem Städtischen Friedhof in Rosenheim beigesetzt.
Bis zum Jahr 1938 war Frieda Freise Mitglied der Deutschen Gesellschaft für Kinderheilkunde. 
Frieda Freise hat einen Sohn aus der Ehe mit Eduard Freise, Valentin Freise (1918–2002), der in Wilhelmshaven geboren wurde.

## Gedenken

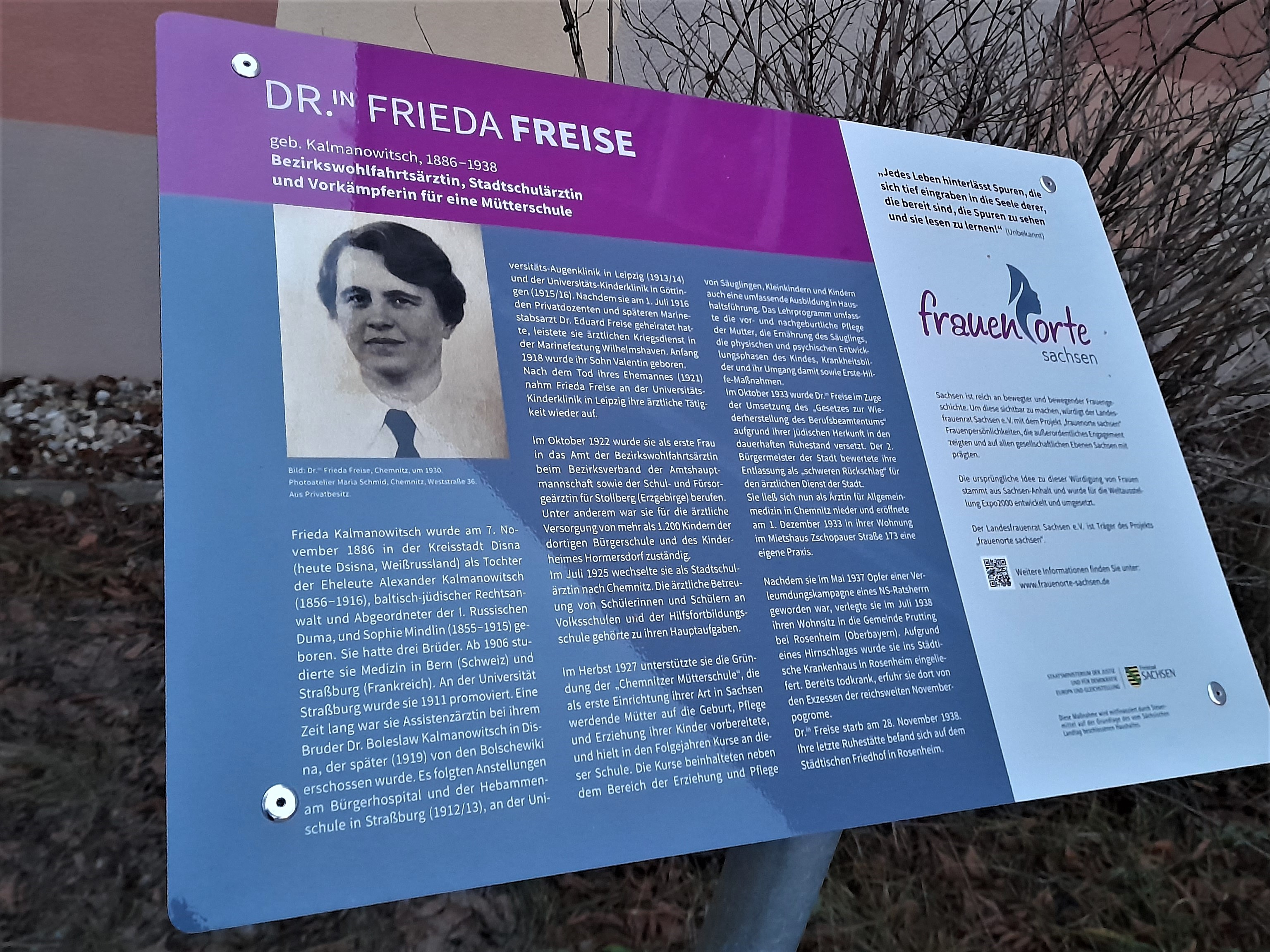
Infotafel an der Altstadtschule Stollberg/Erzgeb.

Anlässlich der 875-Jahr-Feier der Stadt Chemnitz im Jahr 2018 erschien ein Dokumentarfilm der Chemnitzer Filmemacherin Beate Kunath unter Mitarbeit von Ursel Schmitz über Frauenpersönlichkeiten, die im Laufe der Jahrhunderte die Stadt mitgeprägt haben, unter dem Titel Hurra! Es ist ein Mädchen! Darin ist eine biografische Skizze über Frieda Freise enthalten, neben 24 anderen Frauenpersönlichkeiten der Stadt.
Frieda Freises Biografie ging im Jahr 2018 daneben in die Ausstellung Bruchstücke des Historikers Daniel Ristau ein, die zeitgleich in Chemnitz, Leipzig und Dresden zu sehen war.
Seit 2022 befindet sich an der Altstadtschule in Stollberg (früher: Bürgerschule), einem der Wirkungsorte Freises, eine Gedenktafel der Initiative Frauenorte Sachsen.
Am 28. Juni 2023 beschloss der Chemnitzer Stadtrat, nahe der früheren Mütterschule eine Erschließungsstraße im Baugebiet „Neue Johannisvorstadt“ im Chemnitzer Stadtzentrum nach Frieda Freise zu benennen.